# Acará (gemeente)
Acará is een gemeente in de Braziliaanse deelstaat Pará. De gemeente telt 54.096 inwoners (schatting 2017).

## Aangrenzende gemeenten
De gemeente grenst aan Ananindeua, Barcarena, Belém, Bujaru, Benevides, Concórdia do Pará, Marituba, Moju, Tailândia en Tomé-Açu.